# Aleuroplatus mysorensis
Aleuroplatus mysorensis là một loài côn trùng cánh nửa trong họ Aleyrodidae, phân họ Aleyrodinae.
Aleuroplatus mysorensis được David & Subramaniam miêu tả khoa học đầu tiên năm 1976.